# 크라이슬러 PT 크루저

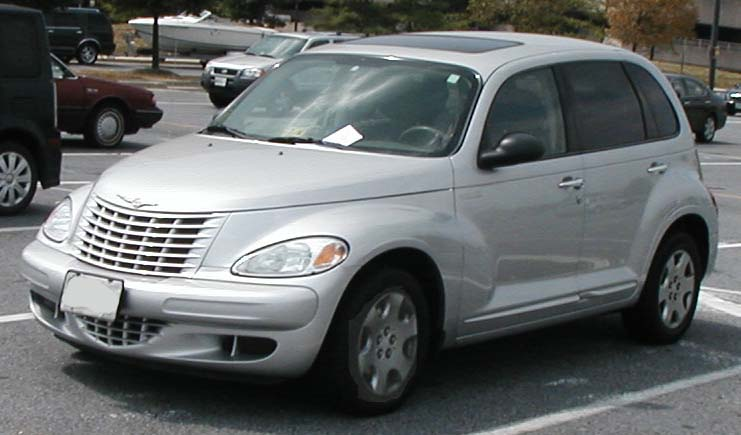
크라이슬러 PT 크루저 정측면

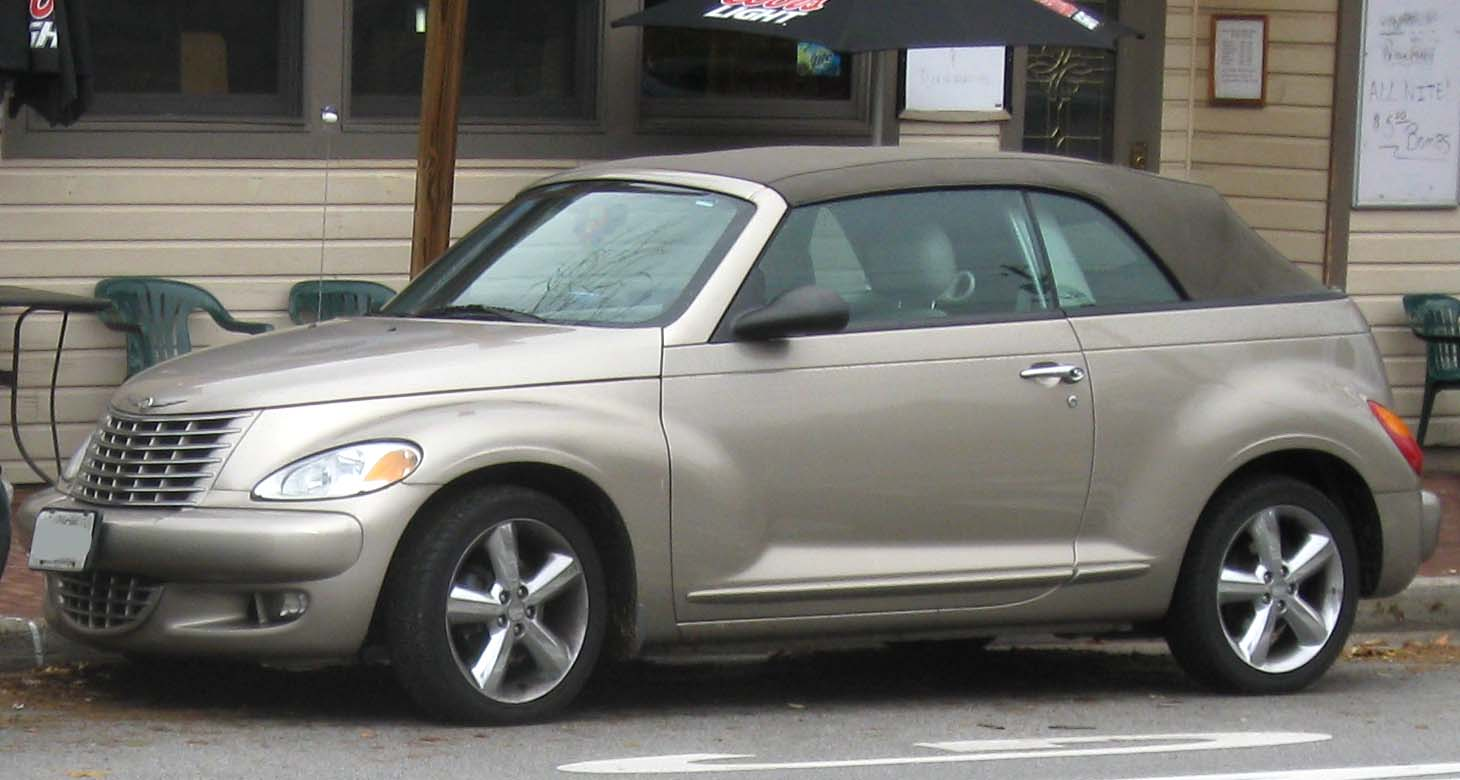
크라이슬러 PT 크루저 컨버터블 정측면

크라이슬러 PT 크루저(Chrysler PT Cruiser)는 크라이슬러가 초보자용으로 2000년에 발표한 복고풍의 전륜구동 크로스오버 자동차다. 이 자동차는 크라이슬러가 닷지 네온의 부품과 에어플로우 모델을 재해석해 설계를 시작했지만 최종 설계 단계에서는 전혀 다른 플랫폼을 사용했다. PT 크루저는 크기와 형태에서 1997년에 발표한 크라이슬러 CCV 프로토타입과 닮았고, 플리머스 프론토 컨셉 자동차와도 유사하다. 전륜구동 방식으로 최대 승차인원은 5명이다. 터보차저가 장착된 GT 모델은 2003년에 소개되었고, 이 자동차는 카 앤드 드라이버(Car and Driver)지에서 2001년 최고의 10대 자동차에 선정되었고, 같은 해 올해의 북미 자동차에서 자동차 부문 1위를 차지할 정도로 큰 인기를 끌었다. 공식적으로 PT는 '개인 교통수단'(Personal Transportation)을 의미하지만, PT 크루저에 사용된 플랫폼을 의미하기도 한다. 닷지 네온의 경우 '플랫폼 로'(Platform Low)를 뜻하는 PL 플랫폼을 사용하고, PT 크루저는 '플랫폼 톨'(Platform Tall)을 뜻하는 PT 플랫폼을 사용한다. 크라이슬러는 미국 시장을 위해 멕시코의 멕시코주 톨루카 현지공장에서 PT 크루저를 생산하고 있다. 크라이슬러의 공식 발표에 의하면 2001년 생산을 시작한 이래 2006년 3월 8일 현재 톨루카 현지공장에서 1,000,000대의 PT 크루저가 생산되었다고 밝혔다. 오스트리아 그라츠에 있는 유럽 공장에서는 2002년에만 유럽용 버전의 PT 크루저를 생산했고, 2001년과 2003년 이후부터는 톨루카 현지공장에서 생산이 이루어졌다. 유럽 버전은 2.2리터 디젤 엔진 차량이었고, 북미 버전은 4기통 2.4리터 휘발유 엔진이 기본 모델이었다. 자동차 외형은 해가 거듭해도 그 형태를 유지했지만, 실제로 여러 모델들이 발표되었다. 자동차 뒤의 해치를 보면 왼쪽 하단에 배지(badge)로 세부 모델들을 구별하는데, 클래식 에디션, 리미티드 에디션, 투어링 에디션, 드림 크루저, 스트리트 크루저, 퍼시픽 코스트 하이웨이 에디션, 그리고 GT 크루저의 모델들이 지금껏 발표되어 왔다. 터보차저 모델은 오른쪽 하단의 '2.4L 터보'라는 배지로 구분한다. 4인승 컨버터블은 2005년에 소개되었는데, 강성과 차량전복 보호를 위해 스포츠 바를 장착한 2-도어 모델이었다. 2006년에 페이스 리프트를 거쳐 디자인도 차분해졌다. 2010년에 후속 없이 단종되었다.